# Аммосов Максим Кирович
Макси́м Ки́рович Аммо́сов (22 грудня 1897 — 28 липня 1938) — радянський партійний діяч, активний учасник процесу встановлення радянської влади в Сибіру, перший секретар ЦК Компартії новоствореної Киргизької РСР. Делегат XI, XIII, XVI й XVII з'їздів ВКП(б) (РКП(б)).
Був репресований 1937 року. Реабілітований 28 квітня 1956 року.

## Життєпис
Народився в бідній якутській родині, через що з чотирирічного віку його виховував дядько. Освіту здобував у Якутському державному училищі, Якутській учительській семінарії, а також, пізніше, в Інституті червоної професури. Від 1916 року брав участь у революційному русі, а наступного року долучився до більшовицької партії.
У березні 1917 року зайняв пост секретаря виконавчого бюро Якутського комітету громадської безпеки. Від березня 1918 до березня 1920 року перебував у засланні в Сибіру, де працював у підпільних організаціях Томська, Іркутська й Челябінська.
Від березня 1920 року — уповноважений Сибірського бюро ЦК РКП(б) зі створення Якутського обласного комітету РКП(б) й Сибірського революційного комітету з організації органів радянської влади в Якутії. У травні того ж року очолив Якутський районний революційний комітет, одночасно в червні того ж року був головою Якутського районного організаційного бюро РКП(б). Від жовтня 1921 до червня 1922 року обіймав посаду завідувача Якутської секції при губернському бюро РКП(б). Згодом був відряджений до Москви з питання надання Якутії автономії. Від червня до грудня 1922 року був відповідальним секретарем Якутського обласного організаційного бюро РКП(б). Після цього, до березня 1923 року, займав пост відповідального секретаря Якутського обласного комітету РКП(б).
Від березня до серпня 1923 року був народним комісаром торгівлі та промисловості Якутської АРСР, після чого займав пост постійного представника республіки при Президії ВЦВК у Москві. Від червня 1925 до серпня 1928 року очолював Раду народних комісарів Якутської АРСР, одночасно від березня 1927 до серпня 1928 року був головою ЦВК республіки.
Після цього був призначений на посаду відповідального інструктора ЦК ВКП(б). Від вересня 1930 до лютого 1932 року навчався на теоретичному відділенні Аграрного інституту Інституту червоної професури (закінчив два курси).
У березні 1932 року був призначений на пост секретаря Організаційного бюро Казахстанського крайового комітету ВКП(б) по Західно-Казахстанській області, після чого став першим секретарем Західно-Казахстанського обкому ВКП(б). Ту посаду він обіймав до травня 1934 року. Також від лютого 1934 до березня 1937 року був першим секретарем Карагандинського та Північноказахстанського обласних комітетів ВКП(б). У той період виступав проти методів колективізації, що призводили до високої смертності від голоду.
Від березня до квітня 1937 року займав пост першого секретаря Киргизького обласного комітету ВКП(б), потім (у квітні-травні) виконував обов'язки першого секретаря ЦК КП(б) Киргизстану та, зрештою в червні того ж року очолив Центральний комітет КП(б) Киргизької РСР.
Був заарештований 16 листопада 1937 року в місті Фрунзе. Розстріляний 28 липня 1938 року в Москві.

## Родина
Вперше був одружений з Наталією Кулічкіною — дочкою якута-крамаря. 1915 року у них народився син Дмитро, який помер немовлям. Невдовзі після цього той шлюб розпався.
Вдруге був одружений з секретаркою Якутського міського комітету партії Раєю Цугель (1902—1973). Вони мали трьох дочок: Аеліту (1924—1991), Яну (1931—2004) та Олену (1937—2017).

## Пам'ять
1990 року на честь Аммосова був названий Якутський державний університет. Макисму Аммосову встановлено пам'ятники в Якутську (2005) й Бішкеку (2012). Також на його честь встановлено меморіальні дошки на будівлі представництва Республіки Саха в Москві й на колишній будівлі облвиконкому в місті Петропавловську.
У рідному селі Аммосова, Хатирик (нині Столби) Намського улусу, працює музей, присвячений його життю та діяльності.